# Herrarnas värja vid olympiska sommarspelen 1988
Herrarnas värja-tävling i de olympiska fäktningstävlingarna 1988 i Seoul avgjordes den 23-24 september.

## Medaljörer
| Event         | Guld               | Silver                | Brons                 |
| Värja, herrar | Arnd Schmitt (FRG) | Philippe Riboud (FRA) | Andrej Tjuvalov (URS) |

## Resultat
| Placering | Fäktare                | Land             |
| --------- | ---------------------- | ---------------- |
| 1         | Arnd Schmitt           | Västtyskland     |
| 2         | Philippe Riboud        | Frankrike        |
| 3         | Andrej Sjuvalov        | Sovjetunionen    |
| 4         | Sandro Cuomo           | Italien          |
| 5         | Torsten Kühnemund      | Östtyskland      |
| 6         | Jerri Bergström        | Sverige          |
| 7         | Martin Brill           | Nya Zeeland      |
| 8         | Wladimir Reznitstjenko | Sovjetunionen    |
| 9         | Alexander Pusch        | Västtyskland     |
| 10        | Ernő Kolczonay         | Ungern           |
| 11        | Arno Strohmeyer        | Österrike        |
| 12        | Mauricio Rivas         | Colombia         |
| 13        | Patrice Gaille         | Schweiz          |
| 14        | Stefano Pantano        | Italien          |
| 15        | Michel Poffet          | Schweiz          |
| 16        | Stéphane Ganeff        | Nederländerna    |
| 17        | Éric Srecki            | Frankrike        |
| 18        | Jean-Michel Henry      | Frankrike        |
| 19        | Lee Sang-Gi            | Sydkorea         |
| 20        | Zoltán Székely         | Ungern           |
| 21        | Witold Gadomski        | Polen            |
| 22        | Stefan Joos            | Belgien          |
| 23        | Thomas Gerull          | Västtyskland     |
| 24        | Johannes Nagele        | Österrike        |
| 25        | Angelo Mazzoni         | Italien          |
| 26        | Mjchailo Tjsjko        | Sovjetunionen    |
| 27        | Arwin Kardolus         | Nederländerna    |
| 28        | Yun Nam-Jin            | Sydkorea         |
| 29        | Péter Vánky            | Sverige          |
| 30        | Antônio Machado        | Brasilien        |
| 31        | Michel Dessureault     | Kanada           |
| 32        | Du Zhencheng           | Kina             |
| 33        | Ludomir Chronowski     | Polen            |
| 34        | Uwe Proske             | Östtyskland      |
| 35        | Douglas Fonseca        | Brasilien        |
| 36        | Szabolcs Pásztor       | Ungern           |
| 37        | Ma Zhi                 | Kina             |
| 38T       | Juan Miguel Paz        | Colombia         |
| 38T       | Stephen Trevor         | USA              |
| 40        | John Llewellyn         | Storbritannien   |
| 41        | Rafael di Tella        | Argentina        |
| 42        | Roberto Lazzarini      | Brasilien        |
| 43        | Cezary Siess           | Polen            |
| 44        | Mohamed Al-Hamar       | Kuwait           |
| 45        | Joaquin Pinto          | Colombia         |
| 46        | André Kuhn             | Schweiz          |
| 47        | Rob Stull              | USA              |
| 48        | Axel Birnbaum          | Österrike        |
| 49        | Hugh Kernohan          | Storbritannien   |
| 50        | Lee Il-Hui             | Sydkorea         |
| 51        | Ángel Fernández        | Spanien          |
| 52        | Thierry Soumagne       | Belgien          |
| 53        | Younes Al-Mashmoum     | Kuwait           |
| 54T       | Robert Davidson        | Australien       |
| 54T       | Otto Drakenberg        | Sverige          |
| 56        | Fernando de la Peña    | Spanien          |
| 57T       | Sergio Turiace         | Argentina        |
| 57T       | Lars Winter            | Finland          |
| 59        | Chan Kai Sang          | Hongkong         |
| 60        | Roberto Durão          | Portugal         |
| 61        | Alain Côté             | Kanada           |
| 62        | Khaled Jahrami         | Kuwait           |
| 63        | Jean-Marc Chouinard    | Kanada           |
| 64        | Tong King King         | Hongkong         |
| 65        | Manuel Pereira         | Spanien          |
| 66        | Abdul Rahman Khalid    | Bahrain          |
| 67        | José Bandeira          | Portugal         |
| 68        | Saleh Farhan           | Bahrain          |
| 69        | Ahmed Al-Doseri        | Bahrain          |
| 70        | Austin Thomas          | Aruba            |
| 71        | Robert Marx            | USA              |
| 72        | Michiel Driessen       | Nederländerna    |
| 73        | Wang San-Tsai          | Kinesiska Taipei |
| 74T       | Zahi El-Khoury         | Libanon          |
| 74T       | Óscar Pinto            | Portugal         |
| 74T       | Ali Abuzamia           | Jordanien        |
| 77        | Tang Wing Keung        | Hongkong         |
| 78        | Michel Youssef         | Libanon          |
| 79        | Alfredo Bogarín        | Paraguay         |